# 펠트키르히 전투
펠트키르히 전투(Battle of Feldkirch, 1799년 3월 23일)에서 앙드레 마세나가 이끄는 일부 프랑스 군단이 프란요 옐라치치 휘하의 약한 오스트리아군을 공격했다. 요새화된 위치를 방어하면서 오스트리아군은 모든 프랑스군을 격퇴했지만, 전투는 해가 질 때까지 계속되었다. 이것과 남부 독일에서의 다른 프랑스의 좌절로 인해 곧 마세나가 방어에 나섰다. 제2차 연합군 전투는 인스브루크에서 서쪽으로 158km 떨어진 오스트리아 포어아를베르크주의 마을 펠트키르히에서 발생했다.
어설픈 핑계로 1798년 1월 프랑스군은 스위스를 침공하여 이따금 반란을 일으키는 불안한 동맹을 맺었다. 1799년 초 오스트리아와의 적대 행위가 시작될 무렵, 마세나는 헬베티아 군대를 지휘하고 있었다. 공격을 계속하면서 프랑스군은 3월 6일과 7일에 마이엔펠트, 쿠어, 펠트키르히에서 오스트리아군에게 패배를 안겼다. 3월 말에 상관인 장바티스트 주르당에 의해 펠트키르히를 공격하라는 명령을 받은 마세나는 니콜라 우디노 휘하의 군대로 공격했다. 오스트라흐(Ostrach)와 슈토카흐(Stockach)에서의 주르당의 패배는 곧 프랑스군을 물러나게 했다.

## 배경

### 프랑스의 스위스 점령
프랑스 총재정부가 스위스 침공을 명령한 표면상의 이유는 구스위스 연방이 보주의 사람들을 학대하고 있다는 명분을 내세웠다. 그러나 진짜 이유는 아마도 프랑스 정부가 베른에 있는 스위스 금고를 손에 넣으려는 욕망이었을 것이다. 헬베티아군을 지휘하기 위해 명명된 기욤 브륀은 이탈리아군 사단과 함께 1798년 1월 1일 북쪽으로 진군하기 시작했다. 한편 발타자르 알렉시스 앙리 샤우엔부르크의 15,000명 사단은 라인군에서 분리되었다. 북쪽에서 베른으로 진격하기 시작했다. 이 기간 동안 스위스를 오도하기 위해 가짜 협상이 계속되었다. 1798년 2월 5일, 브루네는 공식적으로 샤우엔부르크의 여전히 분리된 사단과 그의 이전 부대(지금은 필립 로맹 메스나르 휘하)를 지휘했다. 베른에 집결한 두 사단은 흩어진 전투 끝에 3월 5일 도시에 진입했다.
1798년 3월 8일 브루네는 이탈리아 군대를 지휘하도록 임명되었다. 그는 3월 29일 새 사령부로 떠났고 샤우엔부르크는 새 육군 사령관으로 임명되었다. 한편 1천만 프랑 상당의 현금과 금 이 압수되었고, 그중 3백만 프랑은 이집트와 시리아에서 나폴레옹 보나파르트의 프랑스 캠페인 자금을 도왔다. 또한 293문의 대포, 38문의 곡사포, 32문의 박격포가 유낭그와 카루주로 옮겨졌다. 두 나라는 1798년 8월 19일 동맹국이 되었지만, 많은 스위스인들은 새로운 프랑스 대군주에 만족하지 않았다. 프랑스 병사들은 발레주(발리스)와 다른 주에서 일어난 반란을 진압하느라 바빴다. 그의 임기 동안 샤우엔부르크는 니콜라 우디노를 그의 군대로 옮겼다. 샤우엔부르크는 뛰어난 조직자였지만, 그의 후임자처럼 일류 장군은 아니었다. 12월 11일 그는 앙드레 마세나에게 지휘권을 양도하고 보병 총경 관직을 맡았다. 이때 헬베티아 군대는 1,600명의 기병을 포함하여 24,000명의 베테랑 군대로 집계되었다.
스위스를 침공함으로써 프랑스 정부는 무의식적으로 연합군이 프랑스를 침공할 수 있는 새로운 길을 열었다. 벨기에와 독일과의 국경을 따라 프랑스는 요새의 벨트로 잘 보호되었다. 그러나 스위스 국경의 쥐라산맥에는 포르드주(Fort de Joux)와 살랭레뱅(Salins-les-Bains)과 같은 곳이 프랑슈콩테(Franche-Comté) 지역을 지키는 곳이 거의 없었다. 라자르 카르노는 스위스가 중립적일 때 프랑스가 공통 국경을 무시할 수 있다고 유감스럽게 언급했다. 그러나 스위스가 교전국이기 때문에 프랑스는 40,000명의 군인을 배치하여 국가를 점령하거나 국경을 감시해야 했다.

### 전쟁 발발
스위스, 오스만 제국, 이집트, 네덜란드, 몰타, 피에몬테 왕국 및 교황령에 대한 프랑스의 침략으로 그녀에 대한 제2차 연합이 결성되었다. 영국은 곧 오스트리아, 러시아 제국, 나폴리 왕국, 포르투갈 왕국, 오스만 터키를 연합군으로 끌어들였다. 일찍이 공격을 시작한 나폴리의 페르디난드 4세는 1798년 11월에 잠시 프랑스군을 로마에서 몰아냈다. 그러나 장 에티엔 샹피오네 휘하의 프랑스군은 곧 불행한 나폴리 군대를 패배시키고, 1799년 1월 23일까지 나폴리를 정복하여 페르디난트를 시칠리아로 도피하도록 강요했다.
이때까지 전쟁이 임박했고 200,000명의 징집병이 소집되었다는 것이 프랑스 규약에 명백했다. 이집트에서 보나파르트의 군대를 제외하고, 프랑스군은 장비가 제대로 갖춰져 있지 않은 5개 군대로 나뉘었다. 마세나는 30,000명의 병사와 함께 스위스에 있었고, Brune은 20,000명 이상의 병사로 네덜란드를 방어했으며, 장바티스트 주르당은 37,000명의 병사로 알자스를, Barthélemy Louis Joseph Schérer는 58,000명의 병사를 이탈리아 북부에, 자크 MacDonald (30은 샹피오네, 0은 0)에서 승계했다. 이탈리아 남부. 또한 장바티스트 Bernadotte가 지휘하는 예비군이 만하임과 필립스부르크를 위협하고 있었다. 프랑스 총재정부는 마세나에게 포어아를베르크와 그라우뷘덴(그리종, 래티셰)을 점령하고 티롤 백국령으로 진격할 것을 명령했다. 주르당은 라인강을 건너 검은숲를 통과하고 오른쪽 날개와 마세나의 왼쪽 날개를 연결하라는 지시를 받았다. Schérer는 베로나 근처에서 오스트리아군에 저항하면서 마세나의 오른쪽과 연결하라는 지시를 받았다. 오스트리아군은 파울 크레이 휘하의 이탈리아 북부에 75,000명의 병사를, 하인리히 폰 벨가르드 백작이 이끄는 티롤에 18,000명의 병사를, 프리드리히 프라이헤르 폰 호체 휘하의 포어를베르크와 그라우뷴덴에 26,000명의 병사와 카를 대공 이 이끄는 80,000명의 병사를 보유하고 있었다. 독일 남부의 레흐강.

## 전투

### 쿠어와 1차 펠트키르히 전투
2월에 마세나의 오른쪽 측면은 클로드 르쿠르베(Claude Lecourbe)의 사단이 장악했으며, 가장 오른쪽은 벨린초나에 있었다. 메스나르의 중앙 사단은 글라루스와 슈비츠 근처의 콘스탄스 호수 남쪽에 배치되었다. 우디노의 여단을 포함한 샤를 앙투아네 샹트라이어의 왼쪽 측면 사단은 콘스탄스 호수에서 바젤까지 라인을 방어했다. 호체는 브레겐츠와 펠트키르히에서 20,000명의 군대를 보유하고 있었고, 프란츠 자베르 폰 아우펜베르크는 쿠어를 보유하고 있었다. 4,500명과 함께. 전쟁이 선포되지는 않았지만, 주르당은 마세나에게 3월 1일 라인강을 건너 6일까지 콘스탄스 호수 근처에 도착할 것이라고 통보했다. 따라서 마세나는 3월 6일 호체와 아우펜베르크 사이에 있는 루친슈타이크에서 라인강을 돌격하기 시작했다. 오스트리아의 방어는 강력했고 강물은 상승했지만, 프랑스군은 저녁에 마침내 그 자리를 점령했다. 마세나는 전투에 5,000명을 투입했고 300명의 사상자를 냈다. 오스트리아군은 이 지역에 4,200명의 병력을 보유하고 있었지만, 예비군 없이 흩어져 있었다. 결과적으로 그들은 400명의 전사자와 부상자와 1,450명의 군인, 12문의 포와 3색 포로를 잃었다. 또 다른 소식통에 따르면 오스트리아군은 1,100명의 포로와 5문의 대포만 잃었다.
7일 마세나는 남쪽으로 방향을 틀고 쿠어에서 아우펜베르크를 공격했다. 그는 플레주어 계곡으로 탈출하는 것을 막기 위해 그의 경기병을 오스트리아 우익 주변으로 보냈다. 한 소식통은 아우펜베르크가 3,000명의 포로, 16문의 총과 보급 탄창을 잃었다고 주장했다. 또 다른 소식통에 따르면 오스트리아군은 총 2,400명 중 1,000명의 포로와 4문의 대포를 잃었다. 프랑스군은 9,600명의 군인 중 100명이 사망하고 부상당했다. 한편, 우디노의 여단은 마차 다리를 타고 라인강을 건너 북쪽의 펠트키르히로 이동했다. 호체는 펠트키르히 외부에서 수치적으로 동일한 힘으로 우디노를 공격했다. 장 토마 기욤 로지(Jean Thomas Guillaume Lorge)까지 전투가 균형에 매달렸다. 마세나가 보낸 지원군과 함께 도착했다. 저녁이 되자 우디노는 기병 돌격을 이끌고 호체를 마을로 내동댕이쳤다. 프랑스군은 1,000명의 오스트리아군과 4문의 포를 노획했다. 또 다른 당국은 프랑스군이 9,000명 중 200명, 오스트리아가 6,000명 중 1,100명이라고 발표했다. 모든 프랑스군이 성공한 것은 아니다. 고트하르트 고개에서 행군하던 루이 앙리 루아종의 여단은 디젠티스 근처에서 오스트리아-스위스 군대에 의해 타격을 입었다.

### 2차 펠트키르히
한편, 르쿠르베의 10,000인 사단은 놀라운 엥가딘 캠페인에 착수했다. 3월 12일까지 르쿠르베는 인강 상류에 도착했다. 지금까지 헬베티아의 군대는 34,992명의 병력이 있었지만, 이 캠페인은 나머지 군대로부터 르쿠르베를 고립시켰다. 1799년 3월 9일, 프랑스 인명록은 많은 독립 군대를 갖는 것이 나쁜 생각임을 깨닫고 마세나를 주르당에 종속시켰다. 분노한 마세나는 16일 사표를 제출했다. 그러나 정부는 확고한 결정을 내렸고 마세나는 마침내 물러서고 지휘권을 유지하기로 동의했다. 그 드라마가 앞으로 며칠 동안 마세나를 지나치게 공격적으로 만들었을 수도 있다. 3월 19일, 주르당의 군대는 콘스탄스 호수에서 피에르 마리 바르텔레미 페리노 휘하의 우익 사단과 함께 마세나와 나란히 접근하고 있었다. 주르당은 마세나에게 브레겐츠에서 페리노와 연결해 줄 것을 요청했다. 20일 샤를 대공은 호츠에게 포어를베르크에서 끌어온 10,000명의 군대로 그의 군대를 증원하라고 명령했다.
마세나는 샹트라이어가 브레겐츠를 가장하고 그의 중심이 펠트키르히를 공격하도록 계획했다. 마세나는 확고한 오스트리아 수비진을 정찰했지만, 그는 호체의 부재가 그에게 기회를 제공했다고 믿었다. 3월 15일까지 우디노는 펠트키르히에 대한 공격을 제안했다. 그런 다음 3월 22일 주르당의 명령을 받아 마세나가 펠트키르히를 공격하도록 지시했다. 마세나는 1799년 3월 23일 공격하여 계획된 공격을 하루 앞당겼고, 따라서 브레겐츠에 대한 공습의 효과를 잃었다. 공격은 우디노가 이끄는 1개 열과 마세나가 직접 이끄는 1개 열을 포함하여 4개 열에서 시작되었다.
펠트키르히는 "합리적인 범위 내에서 가능"하고 "진정한 전투 열정"을 가진 프란요 옐라치치에 의해 개최되었다. Ill 강변에 위치한 이 도시는 주요 도로를 가로지르는 현장 작업 라인으로 보호되었고, 두 번째 작업 라인이 뒷받침되었다. 측면은 여러 보루와 첨탑이 방어했다. 옐라치치의 5,500명의 강력한 사령부는 보병 연대 Kaunitz Nr.의 3대대를 포함했다. 20 및 De Vins Nr. 37 및 3개의 Grenz 보병 대대. 이들은 Peterwardeiner Nr.의 3대대였다. 9, St. George Nr.의 2대대 6, Broder Nr.의 1 대대. 7. 기병과 지원 민병대의 2개 중대도 있었다.
가장 왼쪽에 있는 공격 부대는 이른 아침에 노플스의 작은 마을에서 일리 하류를 건넜다. 그것은 오른쪽으로 방향을 틀고 옐라치치의 방어선 뒤에 있어야 했지만, 그것은 격퇴되었다. 좌중기둥은 블라젠베르크 고지를 공격했지만, 역시 패배했다. 간선도로 왼쪽에 있는 세 번째 기둥은 성 미카엘 숲을 공격했지만, 다른 기둥과 같은 운명을 맞았다. 마세나는 12개 대대를 주요 도로로 돌격시켰고, 소규모 부대는 참호 측면에서 우회전을 시도했다. 측면군은 정체되기 전에 전진했다. 옐라치치는 열세의 군대를 경제적으로 사용했다. 마세나의 전면 공격은 실패했고 옐라치치 부하들의 마지막 반격으로 진행했다. 초기에 프랑스군은 약 500명의 포로를 포로로 잡아서 승리를 눈앞에 두는 듯 보였지만, 맹렬한 수비의 포격과 돌로 던지는 바람에 결국 돌아섰다.

## 결과
오스트리아군은 900명이 사망, 부상, 실종되었다. 한 당국은 1,500명의 프랑스 사상자를 기록 했지만, 다른 두 소식통은 그들의 손실을 3,000명으로 추산했다. 24일, 마세나는 주르당이 3월 21일 오스트라흐 전투에서 샤를에게 패하고 퇴각한다는 소식을 들었다. 이것은 전투가 아무 의미 없이 싸웠다는 것을 의미했다. 요르단의 다뉴브 군대는 25일 슈톡카흐 전투에서 다시 패했다. 주르당이 완전히 후퇴하면서 샤를은 취리히를 쉽게 공격할 수 있었다. 그래서 마세나는 르쿠르브에게 엥가딘 계곡을 버리라고 명령했다. 4월 5일 마세나는 주르당을 대신 하여 다뉴브강의 군대를 지휘했다. 그는 메스나르에게 헬베티아의 군대의 지휘권을 부여하고 슈트라스부르로 출발했다. 페리노는 곧 메스나르를 교체했다. 우디노는 그의 노력으로 사단장으로 승진했다. 그의 탁월한 행동으로 옐라치치는 1799년 4월 6일 마리아 테레지아의 기사 십자훈장을 받았다. 그는 1800년 10월 29일 야전사령관 중위로 진급했고, 1802년 1월 1일 제 62 보병연대 연대장으로 임명되었다.

## 참고자료
- Clausewitz, Carl von (2020). Napoleon Absent, Coalition Ascendant: The 1799 Campaign in Italy and Switzerland, Volume 1. Trans and ed. Nicholas Murray and Christopher Pringle. Lawrence, Kansas: University Press of Kansas. ISBN 978-0-7006-3025-7
- Clausewitz, Carl von (2021). The Coalition Crumbles, Napoleon Returns: The 1799 Campaign in Italy and Switzerland, Volume 2. Trans and ed. Nicholas Murray and Christopher Pringle. Lawrence, Kansas: University Press of Kansas. ISBN 978-0-7006-3034-9
- Dodge, Theodore Ayrault (2011). 《Warfare in the Age of Napoleon: The Egyptian and Syrian Campaigns and the Wars of the Second and Third Coalitions, 1798–1805》 2. USA: Leonaur Ltd. ISBN 978-0-85706-600-8.
- Duffy, Christopher (1999). 《Eagles Over the Alps: Suvarov in Italy and Switzerland, 1799》. Chicago, Ill.: The Emperor's Press. ISBN 1-883476-18-6.
- Phipps, Ramsay Weston (2011). 《The Armies of the First French Republic: Volume V The Armies Of The Rhine In Switzerland, Holland, Italy, Egypt, and The Coup D'Etat of Brumaire (1797–1799)》 5. USA: Pickle Partners Publishing. ISBN 978-1-908692-28-3.
- Smith, Digby (1998). 《The Napoleonic Wars Data Book》. London: Greenhill. ISBN 1-85367-276-9.
- Smith, Digby; Kudrna, Leopold. “Biographical Dictionary of all Austrian Generals during the French Revolutionary and Napoleonic Wars, 1792–1815: Jellachich von Buzim, Franz”. napoleon-series.org. 2013년 2월 13일에 확인함.